# Forces nouvelles (mouvement)
Pour les articles homonymes, voir Forces nouvelles.
Forces nouvelles est un mouvement artistique créé par le critique d'art et peintre Henri Héraut en 1935, en opposition à l'impressionnisme, au cubisme et à l'abstraction, prônant le retour au sujet, à la nature et au dessin.
C'est un mouvement qui valorise avant tout le dessin en prenant pour modèles des peintres comme Ucello, Ingres ou David.
Le mouvement disparaît en 1939 au début de la Seconde Guerre mondiale.

## Artistes du mouvement Forces nouvelles
- Henri Héraut
- Robert Humblot
- René Iché
- Henri Jannot
- Jean Lasnes
- André Marchand
- Jean Martin
- Raymond Moisset
- Georges Rohner
- Pierre Tal-Coat
- Claude Venard